# Bosener Mühle

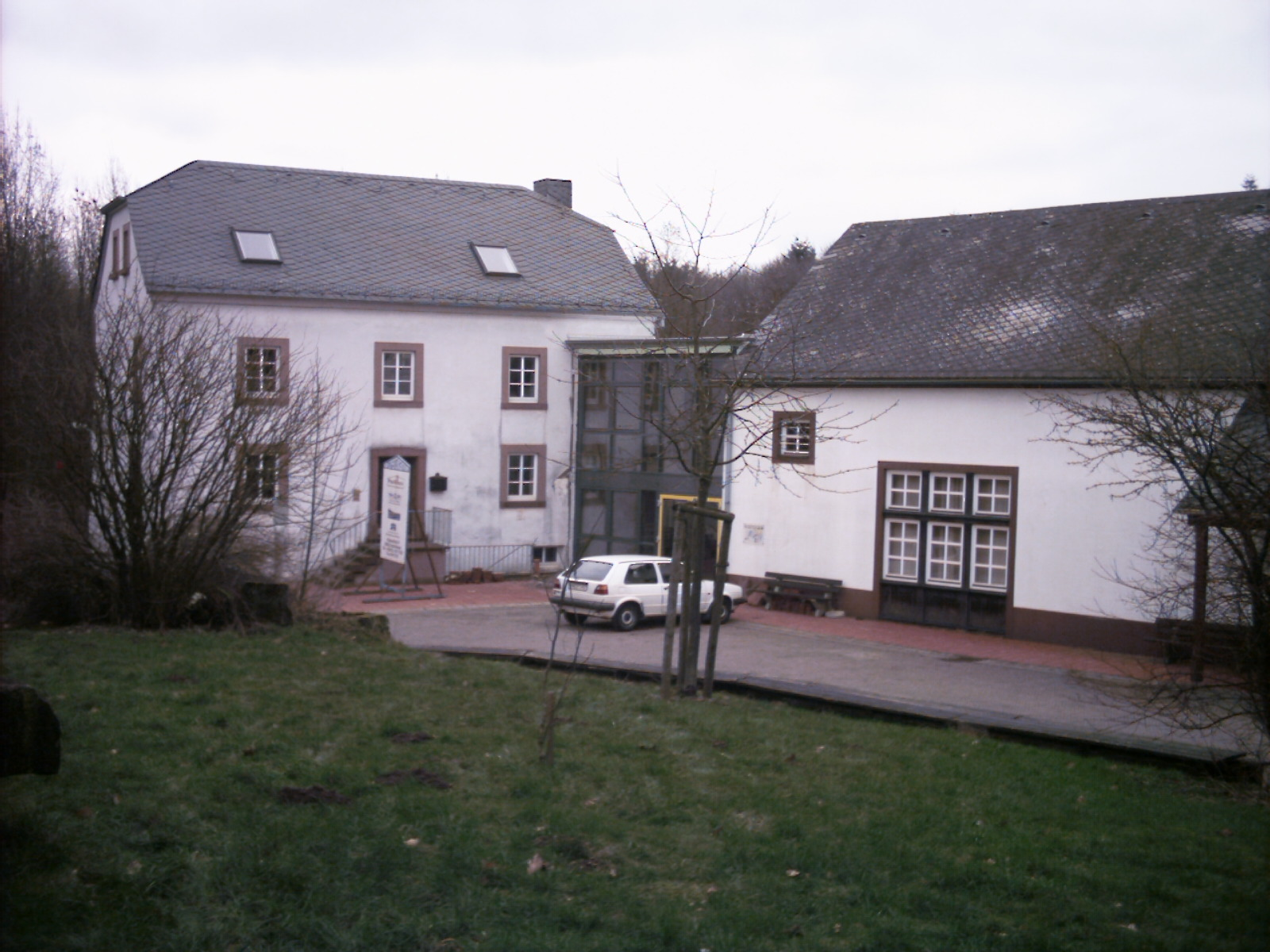
Kunstzentrum Bosener Mühle (Ausschnitt)

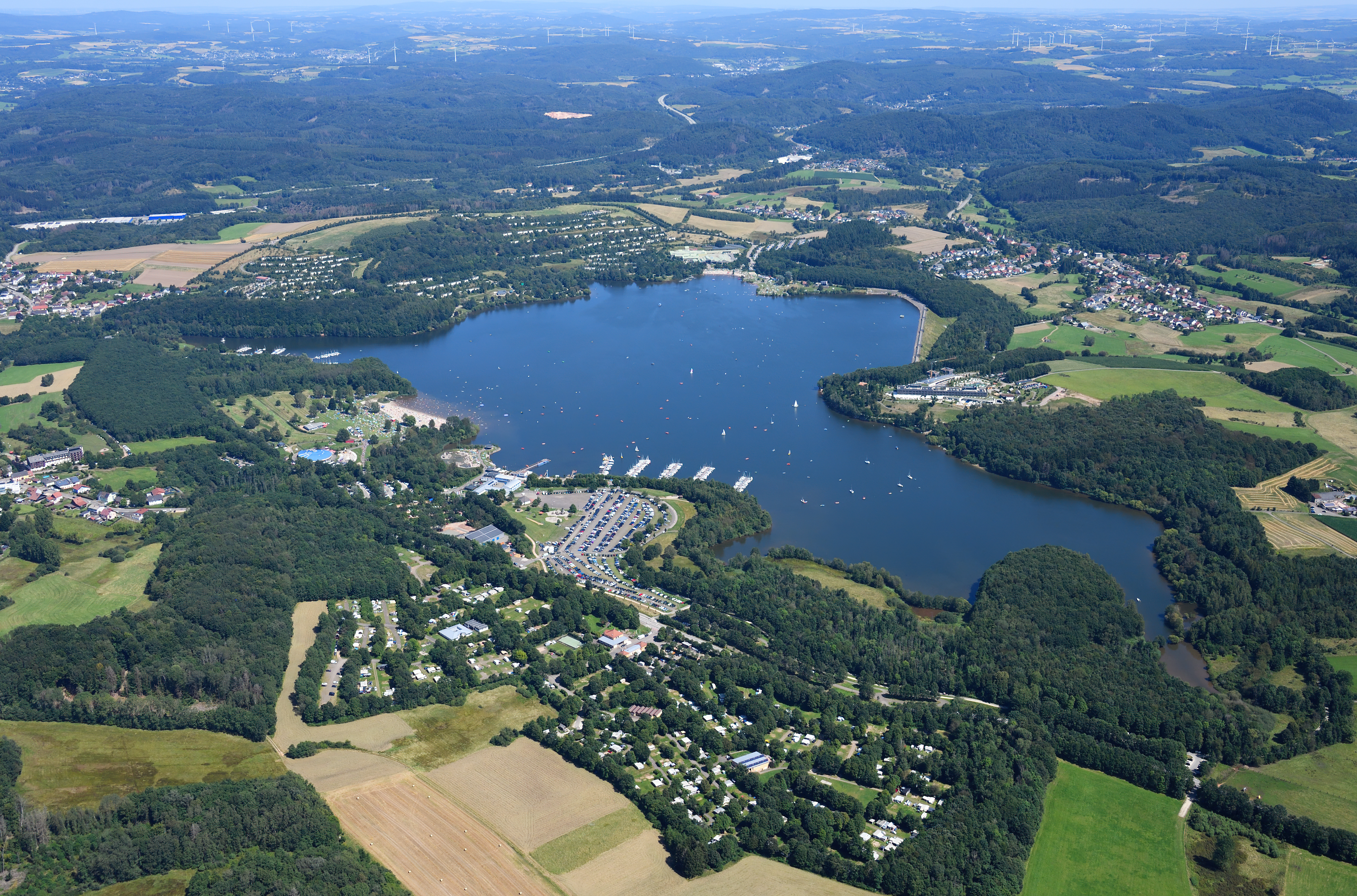
Bostalsee

Die Bosener Mühle ist eine ehemalige Getreidemühle im Besitz des Landkreises St. Wendel im nördlichen Saarland, die heute ein Kunst- und Kulturzentrum beheimatet.

## Geschichte und des Umbaus zum Kunstzentrum
Die Bosener Mühle liegt zwischen Bosen und Eckelhausen. Ursprünglich handelte es sich um eine Getreidemühle, die der Versorgung der näheren Umgebung diente. In den Jahren 1870/71 wurde das 30 Jahre alte Ökonomiegebäude zu einer großen Scheune umgebaut, und nach einer glücklichen Heimkehr aus dem Deutsch-Französischen Krieg errichtete Jakob Veit auch das „Heiligenhäuschen“, das heute noch zu sehen ist. 1925 erweiterte Peter Veit das Mühlengebäude in Richtung Bosbach und stockte ein Obergeschoss auf. Hauptabnehmer des Mehles waren Bauern aus Bosen und Eckelhausen. Doch bereits 1931 musste der Mühlenbetrieb wegen Unrentabilität eingestellt werden. 1954 sanierte die Familie Didas das alte Mühlengebäude. Mühlrad und Malwerk wurden demontiert, man zog Betondecken und Zwischenwände ein und verbreiterte die kleinen Fenster von 1840. Auch die Fassade wurde grundlegend geändert. Anschließend erfolgte der Umbau des Ökonomiegebäudes.
Im Jahre 1972 erwarb der Landkreis St. Wendel die Bosener Mühle. Der Umbau zu einem Kunstzentrum vollzog sich vom Herbst 1978 bis zur Einweihung im April 1980. Aus Gründen der regionalen Bauüberlieferung wurden Grundriss und Außenarchitektur beibehalten. Bei den Umbauarbeiten wurde eine alte, zugemauerte Fensteröffnung der Mühle aus dem Jahre 1840 entdeckt. Dieser Fund diente als Vorbild für alle neuen Fenster. Die Eheleute Johann Didas und Elfriede geborene Haupenthal traten am 25. Juli 1972 ihre Grundstücke samt Wohnhaus, Ökonomiegebäude und Geräteschuppen im Zuge der Landzusammenlegung an den Landkreis St. Wendel ab, und die Eheleute Josef und Elise Haupenthal verzichteten auf ihr verbrieftes Wohnrecht. Damit war der Weg frei zur Einrichtung eines Kunstzentrums in der Bosener Mühle. Aus Politik, Kultur und Gesellschaft setzten sich zahlreiche Personen für die Schaffung des Kunstzentrums ein, u. a. der damalige Landrat des Landkreises St. Wendel Waldemar Marner, Ortsvorsteher Hans-Georg Raab, der Künstler und Kunsterzieher Axel C. Groß, der damalige saarländische Ministerpräsident Franz-Josef Röder, die saarländischen Bundestagsabgeordneten Helwin Peter und Werner Zeyer. Das Kunstzentrum sollte vier Kunstsparten dienen, die von entsprechenden Künstlerpersönlichkeiten betreut wurden: Bildhauerei (Leo Kornbrust), Malerei (Axel C. Groß), Schriftstellerei (Felicitas Frischmuth und Klaus Bernarding) und Musik (Robert Leonardy, Wendelin Müller-Blattau). Nach zahlreichen Abstimmungsgesprächen wurden von der Landkreisverwaltung konkrete Vorschläge vorgelegt, die zu dem Umbau zum Kunstzentrum führten.
Am 21. Juni 1977 wurde im Bosener Seehotel dann der Förderverein „Kunstzentrum Bosener Mühle“ e. V. gegründet. Die Gründungsmitglieder wählten Rolf Schneider zum ersten Vorsitzenden, den Bosener Ortsvorsteher Hans-Georg Raab und MdL Albert Muthweiler zu dessen Stellvertreter, Kassierer wurde Horst Volz und Beisitzer Bürgermeister Hermann Scheid und MdL Hans-Georg Wagner. Kurze Zeit später wurde Verwaltungsdirektor Josef Mailänder vom St. Wendeler Landratsamt zum Geschäftsführer des Vereins bestellt. Am 12. Dezember 1978 erfolgte das Richtfest und am 19./20. April 1980 die Einweihung des Kunstzentrums. Heute liegt das Kunstzentrum unmittelbar am Nordhafen des künstlich gestauten Bostalsees. Die Mühlengebäude unterliegen nicht dem Denkmalschutz, deshalb konnten sie nachhaltig um- und ausgebaut werden.

## Kunstverein und Kulturzentrum

### Geschichte
Das Kunstzentrum Bosener Mühle entstand durch die Initiative von Privatpersonen, die in den siebziger Jahren eine Stätte zum künstlerischen Gestalten für professionelle und Hobby-Künstler aufbauen wollten. Dabei wurden und werden sie durch das saarländische Ministerium für Bildung, Familie, Frauen und Kultur sowie durch zahlreiche Sponsoren aus der einheimischen Wirtschaft finanziell unterstützt.
Träger des nicht-profitorientierten Zentrums, das mit ehrenamtlichen Helfern arbeitet, ist ein Förderverein im rechtlichen Status eines e. V. Initiator des Kulturzentrums ist der saarländische Künstler Axel C. Gross, langjähriger ehrenamtlicher Vorsitzender des Fördervereins ist der ehemalige Landtagsabgeordnete Erwin Volz (SPD).

### Aktivitäten
Eine der wesentlichen Zielsetzungen des Fördervereins ist die „… Förderung kultureller Austauschprozesse im Europa der Regionen“ (Eigenaussage). Seit 1993 bietet die Bosener Mühle jährlich ein Austauschprogramm zwischen Künstlern aus den europäischen Ländern und saarländischen Künstlern in Form eines Arbeitsstipendiums an. Die Künstler leben und arbeiten gemeinsam 14 Tage in der Mühle und erhalten danach eine Gemeinschaftsausstellung ihrer vor Ort geschaffenen Werke. Weiterhin vergibt der Förderverein jährlich an junge Künstler einen Förderpreis, der mit einem Stipendium verbunden ist.
Das Kunstzentrum Bosener Mühle bietet Kurse in Zeichnung/Malerei, Keramik, Plastisches Gestalten, Steinbildhauerei, Druckgrafik, Mischtechnik und Kalligrafie an, die von namhaften professionellen Dozenten geleitet werden. Neben den Ateliers verfügt die Bosener Mühle über eine Galerie, in der etwa alle zwei Monate Ausstellungen gezeigt werden. Präsentiert werden schwerpunktmäßig Arbeiten von Künstlern aus der Region SaarLorLux und Rheinland-Pfalz, aber auch Bekanntheiten wie Otmar Alt, Horst Hübsch oder Künstler aus dem Ausland. Gemeinsam mit dem Chemnitzer Künstlerbund und der Handwerkskammer Chemnitz wurde 2010 eine Ausstellung unter dem Titel 51°Ost/49°West durchgeführt.
Das jährliche Kulturprogramm bietet zudem Literarische Lesungen, Konzerte, Kleinkunst und andere Veranstaltungen. Am 26. November 2000 fand ein Symposion mit Schriftstellern, die literarische Texte in mosel- und rheinfränkischer Mundart verfassen, in der Bosener Mühle statt. Im Rahmen dieses Symposien gründete sich die Bosener Gruppe, eine Vereinigung von Schriftstellern aus der Großregion, die sich der Mundart widmen.

### Rezeption
Laut der Fachinformation Kunst der Saarländischen Universitäts- und Landesbibliothek ragt die Mühle insbesondere durch ihre Kunstkurse hervor. Das Internetangebot des Saarlands betont die „beachtenswerten Leistungen“ des Projekts.

## Medienberichte zum Kulturzentrum
- Bosener Kunstkurse. Zeitschrift des Kunstvereins Bosener Mühle (Seit 1995 jährlich)
- Backes-Burr, Jutta: Seeblick ist im Stipendium inbegriffen. Die Bosener Mühle gibt Nachwuchskünstlern Arbeitsmöglichkeiten. In: Saarbrücker Zeitung (Ausg. St. Wendel), vom 6. Januar 1995, S. L3.
- De Biasi, Marc: Fragments d'Eden. Hrsg.: Kunstzentrum Bosener Mühle, Institut d'Etudes françaises, Sarrebruck.[Texte deutsch u. französ.] Bosen: Selbstverl. Kunstzentrum Bosener Mühle, 1998.
- Die Kunst ist die treibende Kraft – Bosener Mühle. In: Saarbrücker Zeitung (Ausg. St. Wendel) v. 18. Januar 2001, S. L3
- Gräbner, Dieter: Stiftung pflegt St. Wendeler Kultur – Landkreis engagiert sich seit 1992 beim Künstler-Austauschprogramm Bosener. In: Saarbrücker Zeitung vom 31. Januar 2007, S. B2.